# Paretroplus tsimoly
Paretroplus tsimoly är en fiskart som beskrevs av Stiassny, Chakrabarty och Paul V. Loiselle 2001. Paretroplus tsimoly ingår i släktet Paretroplus och familjen Cichlidae. IUCN kategoriserar arten globalt som livskraftig. Inga underarter finns listade i Catalogue of Life.